# Gaby Soares
Gabrielly “Gaby” Salgado Soares (Rio de Janeiro, 24 de julho de 1995) é uma jogadora de futebol brasileira.
Ela atuou no Real Brasília, do Distrito Federal por três temporadas. Foram 37 jogos, sete gols e duas assistências. Soares também tem passagem por Santos, Flamengo, Avaí Kindermann, Vasco da Gama, entre outros. Se transferiu do Real Brasília para o Cruzeiro, onde se encontra desde 2023.